# Ярошинские
Ярошинские (пол. Jaroszyński) — дворянский род.
Ярошинские внесены в I и VI части родословной книги Подольской губернии.

## Описание герба
В червлёном щите золотая стрела, обращённая остриём вниз. Поверх неё три серебряных пояса со скошенными краями, один меньше другого, из которых верхний самый большой.
Щит увенчан дворянским коронованным шлемом. Нашлемник: три страусовых пера: среднее — червлёное, правое — золотое, левое — серебряное. Намёт: червлёный, подложен золотом.